# گروسوس
گروسوس (به پرتغالی: Grossos) یک شهرستان در برزیل است که در ریو گرانده شمالی واقع شده‌است.